# Teddy Charles
Teddy Charles (Chicopee, 13 aprile 1928 – Riverhead, 16 aprile 2012) è stato un musicista e compositore statunitense.
Nel corso della sua carriera ha collaborato, tra gli altri, con Aretha Franklin, Bob Brookmeyer (The Dual Role of Bob Brookmeyer), Miles Davis (Blue Moods), Thad Jones (Olio) e Teo Macero (Teo).

## Discografia parziale
- 1953 - New Directions
- 1953 - Collaboration West
- 1953 - Evolution
- 1956 - The Teddy Charles Tentet
- 1956 - Word from Bird
- 1957 - Vibe-Rant
- 1957 - Coolin' (collaborativo)
- 1957 - The Prestige Jazz Quartet
- 1959 - Something New, Something Blue (collaborativo)
- 1988 - Live at the Verona Jazz Festival
- 2008 - Dances with Bulls